# Ferdinand Povel

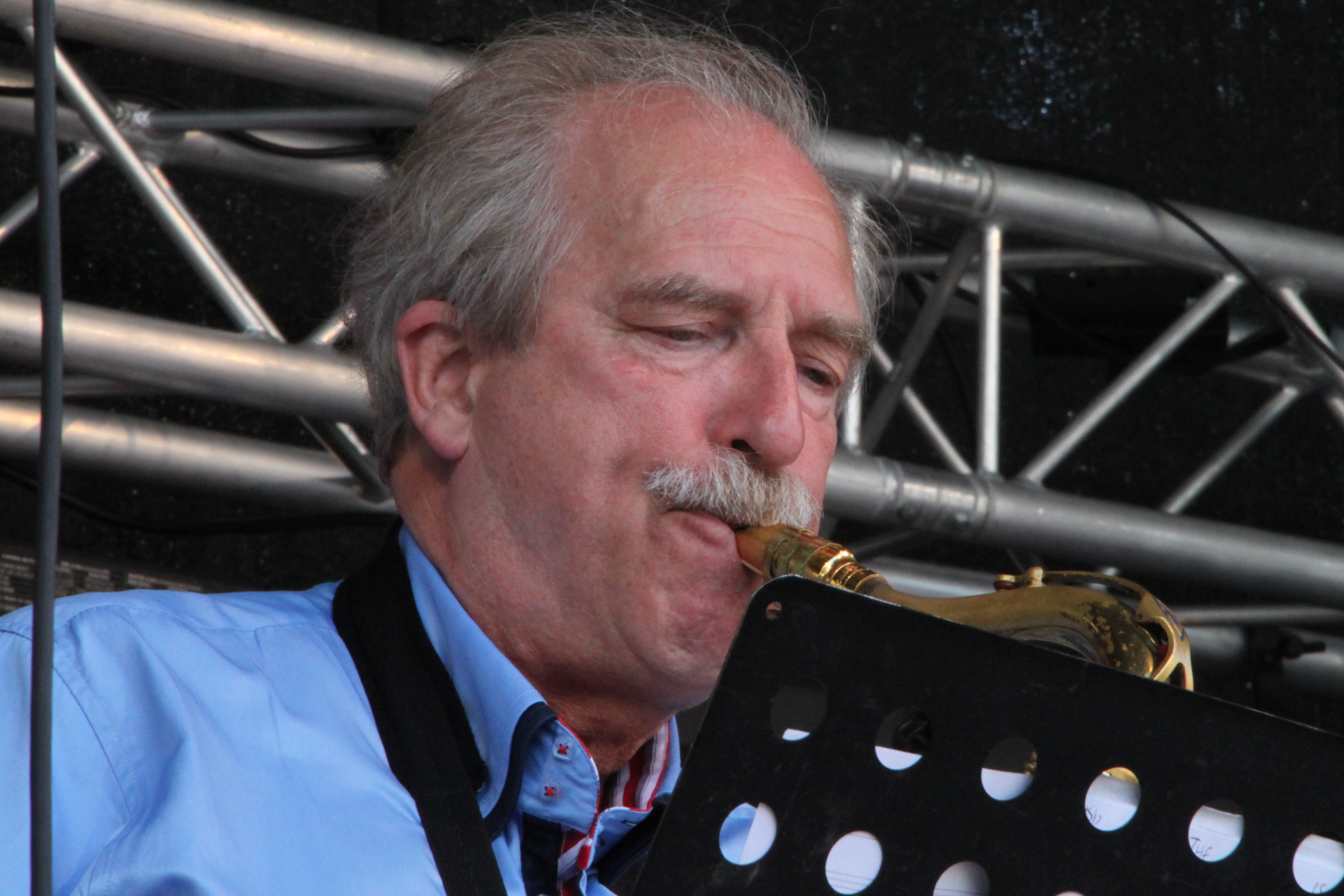
Ferdinand Povel (2011) im gemeinsam mit John Marshall geleiteten Quintett

Ferdinand Povel (* 13. Februar 1947 in Haarlem) ist ein niederländischer Jazz-Saxophonist (Tenor, Alt).

## Leben und Wirken
Povel gewann 1964 den Wettbewerb auf dem Jazzfestival Loosdrecht.  1969 tourte er mit dem „Summit Quintett“ von Dusko Goykovich (in dem auch der Schlagzeuger Philly Joe Jones spielte). 1971 sprang er bei der Kenny Clarke/Francy Boland Bigband ein. 1971 bis 1985 tourte er regelmäßig mit Peter Herbolzheimers „Rhythm Combination and Brass“- Bigband. 1972 spielte er ein Jahr in der Bigband von Kurt Edelhagen. 1973 tourte er in den USA mit Maynard Ferguson. 1978 wird er sowohl erster Tenorist als auch Altist bei der niederländischen Bigband „Skymasters“.  Daneben spielte er auch mit dem Metropole Orkest, der „Concert Jazz Band“ (heute Jazz Orchester of the Concertgebouw) und 1982/3 im Oktett des Pianisten Cees Slinger, mit dem er auch viel in dessen Quartetten und Quintetten auftrat. Er spielte u. a. mit Woody Shaw, Jimmy Knepper, der „George Gruntz Band“, Dexter Gordon, Benny Bailey, Philip Catherine, Laura Fygi, Ack van Rooyen, Piet Noordijk, Slide Hampton, den Pianisten Frans Elsen, Rein de Graaff und Tine Schneider und dem Gitarristen Wim Overgaauw.
Ab 1978 unterrichtete er auch als Dozent  in Den Haag, Rotterdam, Hilversum und später vor allem im Konservatorium von Amsterdam.

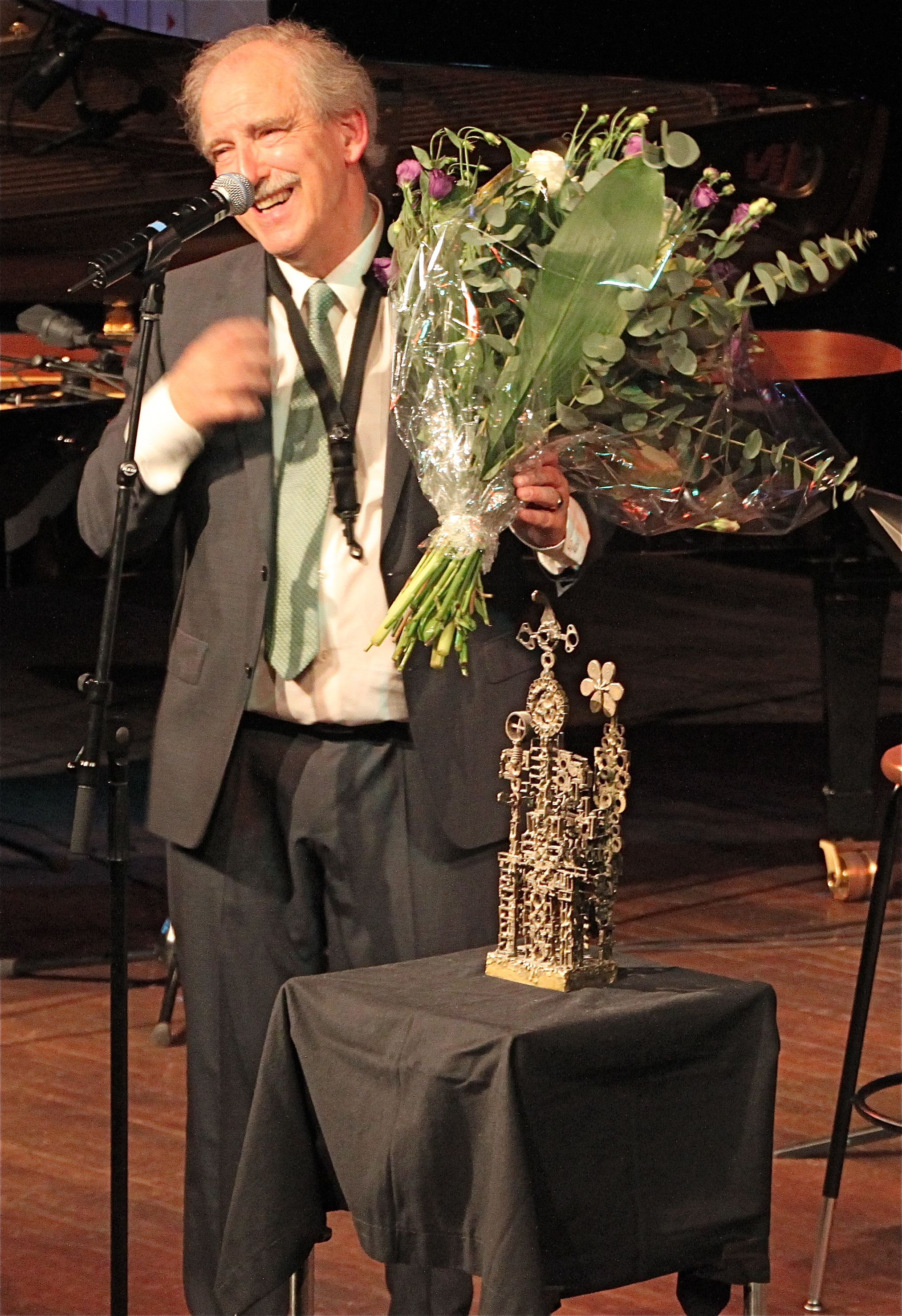
Ferdinand Povel mit dem Boy-Edgar-Preis (2011)

## Diskographische Hinweise
- Some Other Blues  (Bluejack)
- Live at Café Hopper (mit Rob Madna Trio, Challenge Records, 2007)
- Good Bait	 (Jazz Is Timeless / Timeless, 2011)

## Preise und Auszeichnungen
1981 gewann er den Preis als bester Solist von Nordring-Radio; 2011 erhielt er den Boy-Edgar-Preis.